# Енантіомери
Енантіомери — це стереоізомери, які є повними дзеркальними відображеннями один одного (як права і ліва рука). У симетричному (нехіральному) оточенні енантіомери мають ідентичні хімічні і фізичні властивості за винятком їх здатності обертати площину поляризації світла, яка у двох енантіомерів ідентична за модулем і протилежна за напрямком. Цю здатність називають оптичною активністю.

## Причина існування енантіомерів
Існування енантіомерних форм обумовлено наявністю у деяких молекул хіральності — властивості не збігатися в просторі зі своїм дзеркальним відображенням.  Така властивість надається певними елементами просторової будови молекули, такими як:
- хіральний центр, яким може бути асиметричний атом (найчастіше) карбону. Атом карбону, з'єднаний із чотирма різними замісниками, є хіральним центром;
- вісь хіральності — такий елемент симетрії, як дзеркально-оборотна вісь, як у 1,3-дифенілаллені;
- площина хіральності;
- спіральність.

## Випадки відсутності оптичної активності
Еквімолекулярна суміш енантіомерів називається рацемічною сумішшю і є оптично неактивною. Саме така суміш утворюється в реакціях, у яких не беруть участь оптично активні речовини, навіть як розчинник чи каталізатор. За номенклатурою ІЮПАК рацемати позначають приставками (±)-, rac- (чи racem-) або символами RS чи SR.
Можлива також внутрішньомолекулярна компенсація обертання площини поляризації світла двома хіральними елементами за наявності в молекули додаткової симетрії. Найпростіший приклад дає молекула винної кислоти, мезо-форма якої містить два хіральних атоми карбону протилежної конфігурації; тут додатковим елементом симетрії є площина, проведена через середину зв'язку між хіральними центрами, тобто половини молекули є дзеркальним відображенням одна одної.

## Короткі історичні відомості
Вперше розділення рацемічної суміші на її складові енантіомери здійснив Луї Пастер в 1848 році, коли за допомогою мікроскопа та голки розділив саме кристали енантіомерів винної кислоти, точніше, її натрійамонійної солі. Теоретичне підґрунтя з'явилося в 1874 р. в роботах Вант-Гоффа та Ле Беля у вигляді ідеї про тетраедричне розташування атомів навколо атома карбону, з яким вони з'єднані. Значний поштовх розвитку поняття енантіомерії надало пізніше вивчення вуглеводів.

## Номенклатура
Систематичну номенклатуру енантіомерів (R, S-номенклатуру) було розроблено вже в XX ст. Вона ґрунтується на правилі послідовності (Р. Кан, К. Інгольд, В. Прелог, 1951, 1966). До того часу існували інші, дуже неповні, системи.

### Класифікація за оптичною активністю (+/-)
Енантіомер іменується за напрямком, в якому його розчин в певному розчиннику (зазвичай у воді) обертає площину поляризації світла. Якщо обертання відбувається за годинниковою стрілкою, то такий енантіомер називається (+), або правообертальним. Його оптичний антипод іменується (-), або лівообертальним. Дана номенклатура з'явилася до того, як були відкриті методи встановлення абсолютної конфігурації енантіомерів. Вона є емпіричною і безпосередньо не пов'язана з розташуванням атомів у просторі.

### Класифікація за відносною конфігурацією (D/L)
D, L-номенклатура була введена Е. Фішером для опису відносної конфігурації моносахаридів. Вона визначає конфігурацію гліцеринового альдегіду, існуючого у вигляді двох енантіомерів, з яких шляхом послідовних реакцій нарощування карбонового ланцюга можна отримати похідні моносахариди (тетрози, пентози, гексози тощо). Оскільки в ході такого нарощування конфігурація хірального центру гліцеринового альдегіду не зачіпається, всі похідні, за Фішером, отримують те ж позначення відносної конфігурації, що й вихідний гліцериновий альдегід. Позначення для вихідних енантіомерів гліцеринового альдегіду були призначені Фішером довільно, питання про абсолютну конфігурацію на той час було нерозв'язним.
Сучасні методи встановлення структури сполук дозволяють встановлювати абсолютну конфігурацію молекул, і необхідності її порівняння з гліцериновим альдегідом більше немає. Однак D, L-номенклатура традиційно зберігається в назвах вуглеводів і амінокислот. Позначення пов'язано з розташуванням функціональної групи (гідроксильної для вуглеводів і аміногрупи для амінокислот) нижнього хірального центру в проєкції Фішера для даної сполуки. Якщо функціональна група розташовується ліворуч від карбонового скелету, то такий енантіомер позначають символом L (лат. lævus — лівий), якщо ж вона розташовується праворуч, то це D-енантіомер (лат. dexter — правий).

### Класифікація за абсолютною конфігурацією (R/S)
R, S-номенклатура є найширше використовуваною, оскільки дозволяє вказати абсолютну конфігурацію кожного хірального центру, наявного в молекулі. Експериментальне визначення абсолютної конфігурації стало можливим завдяки розвитку рентгеноструктурного аналізу, який дозволяє встановити точне просторове розташування атомів в молекулі.
Даний вид номенклатури ґрунтується на привласненні атому вуглецю позначення R або S на підставі взаємного розташування чотирьох пов'язаних з ним замісників. При цьому для кожного із замісників визначають старшинство відповідно до правил Кана — Інгольда — Прелога, потім молекулу орієнтують так, щоб молодший заступник був направлений в сторону від спостерігача, і встановлюють напрямок падіння старшинства інших трьох заступників. Якщо старшинство зменшується за годинниковою стрілкою, то конфігурацію атома вуглецю позначають R (rectus — правий), в протилежному випадку — S (sinister — лівий). 
Якщо молекула сполуки містить лише один хіральний центр, то його конфігурація вказується в назві у вигляді приставки. Якщо в молекулі є декілька хіральних центрів, необхідно позначати конфігурацію кожного з них.
R, S-номенклатура не має безпосереднього зв'язку з (+/-) — позначеннями. Наприклад, R-ізомер може бути як правообертальним, так і лівообертальним, залежно від конкретних заступників при хіральному атомі.
Тим не менше, існує простий і не дуже надійний метод передбачення напрямку обертання площини поляризації за абсолютною конфігурацією хірального центру; він розглядає поляризовність замісників.

## Фізичні властивості енантіомерів
Енантіомери ідентичні за фізичними властивостями, наприклад, вони мають однакову температуру кипіння або плавлення, показник заломлення, густину тощо. Вони можуть бути розрізнені лише при взаємодії з хіральним середовищем, наприклад, іншими оптично активними речовинами чи світловим випромінюванням. Світлова хвиля може бути представлена у вигляді лівої і правої циркулярно поляризованих складових, які в середовищі енантіомера поширюються з різними фазовими швидкостями, за рахунок чого виникає обертання площини поляризації. В оптичних антиподах більшу швидкість має та чи інша циркулярно поляризована складова, тому напрямок обертання площини поляризації для енантіомерів протилежно.
Енантіомери характеризують величиною питомого обертання, яка розраховується як величина обертання, поділена на довжину оптичного шляху і концентрацію розчину енантіомера. Абсолютну величину обертання α обчислюють за рівнянням:
α = [α] · c · l
де [α] — питоме обертання площини поляризації, c — молярна концентрація оптично активної речовини в розчині, l — довжина шляху променя крізь розчин. Обертання площини поляризації залежить від розчинника, температури, довжини хвилі світла. Тому питоме обертання площини поляризації зазвичай позначають схоже на [α]20
D — виміряне у певному розчиннику при 20 °C на довжині хвилі D-лінії натрію (589 нм).

## Хімічні властивості енантіомерів
В результаті хімічного синтезу, як правило, утворюються саме рацемічні суміші. Для отримання індивідуальних енантіомерів або енантіомерно збагачених продуктів необхідно використовувати методи стереоселективного синтезу або розщеплення рацематів. 
Енантіомери однаково поводяться в хімічних реакціях з ахіральними реагентами в ахіральному середовищі. Однак, якщо реагент, каталізатор або розчинник хіральні, реакційна здатність енантіомерів більшою чи меншою мірою розрізняється. Типовим прикладом є лікарські сполуки, які взаємодіють з хіральними речовинами організму (білки, ферменти, рецептори). Зазвичай, активність проявляє лише один енантіомер лікарської речовини.

## Енантіомери та біохімія
Практично вся хімія життя побудована на хіральних молекулах. Так, оптичну активність виявляють α-амінокислоти, з яких складаються молекули білка, та вуглеводи, що входять до складу ДНК та полісахаридів. В природі домінують певні енантіомери цих сполук (L-амінокислоти, D-вуглеводи), причина цього корениться в механізмі зародження життя на Землі і досі незрозуміла.

### Приклади лікарських засобів

Енантіомери ібупрофену

Поняття енантіомерії відіграє важливу роль в фармацевтиці, оскільки різні енантіомери лікарських речовин, як правило, мають різну біологічну активність.
Так, молекула протизапального препарату ібупрофену має один стерео центр в α-положенні до карбоксильної групі, тому вона існує у вигляді двох енантіомерів. Ібупрофен, вироблений в промисловості, є рацемічною сумішшю. Встановлено, що біологічну активність має лише один енантіомер — (S)-(+)-ібупрофен. Його оптичний антипод (R)-(-)-ібупрофен в організмі неактивний. У зв'язку з цим лікарський засіб являє собою енантіомерно чистий (S)-(+)-ібупрофен, т. зв. дексібупрофен. В ході подальших досліджень було виявлено, що в організмі людини присутній фермент-ізомераза, здатний перетворювати неактивний (R)-(-)-ібупрофен на активний (S)-(+)-ібупрофен.
Іншим прикладом можуть слугувати антидепресанти циталопрам і есциталопрам. Циталопрам є рацемічною сумішшю (R)-циталопрама і (S)-циталопрама. Есциталопрам є індивідуальним (S)-енантіомер. Було показано, що есциталопрам більш ефективний при лікуванні депресивних станів, ніж аналогічна доза циталопраму.

## Квазіенантіомери
Різні за будовою, але відносно близькі хімічні частинки, напр., МХ та MY, що мають протилежні за хіральністю досить великі спільні хіральні частини М. Напр., для (R)-2-бромобутану квазіенантіомером є (S)-2-хлоробутан. Тобто, це пари сполук з подібною геометрією і близьким розподілом зарядів, але з протилежною абсолютною конфігурацією, що характеризуються тими ж особливостями фазового стану, як і істинні енантіомери (утворення конгломератів, рацематів, твердих розчинів).